# Thermische Grenzschicht

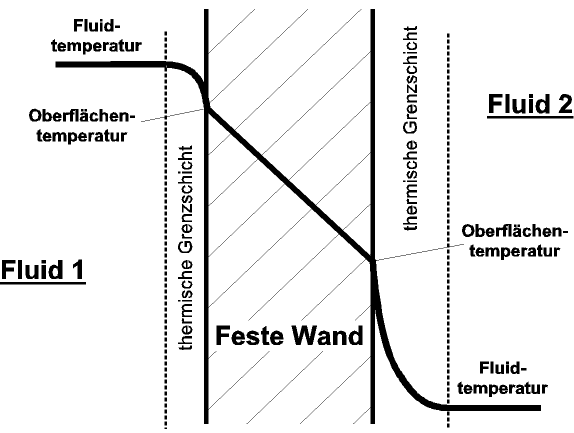
Thermische Grenzschichten
beim Wärmedurchgang durch eine feste Wand

Thermische Grenzschicht ist der Bereich eines Fluids, der durch einen Wärmestrom aus einer oder in eine Wand beeinflusst wird, wenn die Wand eine andere Temperatur hat als das Fluid. Statt einer Wand kann auch ein anderes Fluid eine thermische Grenzschicht erzeugen.
Es ist nicht erforderlich, dass das Fluid strömt; in der Regel wird sich infolge freier Konvektion im Grenzschichtbereich eine Strömung bilden. Hat das Fluid eine Anströmgeschwindigkeit, bezeichnet man den Wärmestrom als „erzwungene Konvektion“.
Die thermische Grenzschicht wird einerseits durch die Wand begrenzt, andererseits durch eine gedachte Fläche, an der sich die Temperatur in Richtung zum Inneren des Fluids nicht mehr ändert.
Die Dicke der thermischen Grenzschicht nimmt in Richtung der Strömung zu, da je nach Wandtemperatur dem Fluid Wärme zugeführt oder entzogen wird. Strömt das Fluid in einem Rohr oder einem Kanal, so können die thermischen Grenzschichten von beiden Seiten nach einer bestimmten Strecke in der Mitte zusammenwachsen. Von da ab nimmt die flächenbezogene Wärmeübertragungsleistung ab, da die Temperaturdifferenz zwischen Wand und Kernströmung ebenfalls abnimmt. Die Wärmeübertragungsleistung kann also nicht beliebig gesteigert werden, indem man den Strömungsweg verlängert.